# きゃべつ
きゃべつは、 たまのメジャー3rdアルバム。

## 解説
フランスとイギリスで録音された。前2作は、メジャーデビュー前の既存曲が中心だったが、今作からは新曲が中心になっている。
2013年3月12日に友部正人とのコラボレーション・アルバム『けらいのひとりもいない王様』と同時に再発売された。リマスタリングが施されているほか、ボーナストラックとしてアルバム未収録だった6thシングル「そんなぼくがすき」が追加収録されている。

## 収録曲
| 全作曲: たま。 |                        |            |            |      |
| #              | タイトル               | 作詞       | 作曲・編曲 | 時間 |
| 1.             | 「きみしかいない」     | 知久寿焼   | たま       | 4:00 |
| 2.             | 「ぼくはヘリコプター」 | 柳原幼一郎 | たま       | 2:49 |
| 3.             | 「魚」                 | 石川浩司   | たま       | 2:40 |
| 4.             | 「丘の上」             | 滝本晃司   | たま       | 5:14 |
| 5.             | 「植木鉢」             | 知久寿焼   | たま       | 4:03 |
| 6.             | 「満月小唄」           | 柳原幼一郎 | たま       | 7:40 |
| 7.             | 「星を食べる」         | 滝本晃司   | たま       | 4:15 |
| 8.             | 「おなかパンパン」     | 石川浩司   | たま       | 2:38 |
| 9.             | 「おやすみいのしし」   | 知久寿焼   | たま       | 2:53 |
| 10.            | 「とこやはどこや」     | 柳原幼一郎 | たま       | 2:17 |
| 11.            | 「こわれた」           | 滝本晃司   | たま       | 5:23 |
| 合計時間:      | 合計時間:              | 合計時間:  | 43:52      |      |

### 曲の解説
1. きみしかいない
シングルカットされた。仮タイトルは「おんりぃ　ゆぅ」。
2. ぼくはヘリコプター
後にシングル「そんなぼくがすき」のカップリングとしてシングルカットされた。
3. 魚
シングル『きみしかいない』のカップリング。
ある会社員のシュールな一日を描いた曲。タイトルは「さかな」ではなく「うお」と読む。
4. 丘の上
知久曰く、「たま唯一のラブソング｣。コーラスはなく、他のメンバーは楽器演奏のみ。
5. 植木鉢
6. 満月小唄
柳原がセルフカバーした音源がソロアルバム『ふたたび』やベストアルバム『もっけの幸い』に収録されており、現在でもソロライブにおいて演奏されている。
7. 星を食べる
アニメ映画『ちびまる子ちゃん わたしの好きな歌』挿入歌。後にシングルカットされる。
8. おなかパンパン
9. おやすみいのしし
たまのライブにおいては、アンコールトラックの定番曲。ライブではCDよりもテンポが速くなる。
10. とこやはどこや
柳原が冗談で作った歌。タイトルだけでなく、歌詞に多くの駄洒落が使われている。後に柳原のソロアルバム「ふたたび」でセルフカバーされた。
11. こわれた
非常にダークな歌。家族や友人が次々に「こわれ」ていき、それをうらやましがる、という内容。ブリッジ部分以外は同じコード進行で作られている。